# Peter Wilson (Sportschütze)
Peter Robert Russell Wilson, MBE (* 15. September 1986 in Dorchester) ist ein ehemaliger britischer Sportschütze.

## Erfolge
Peter Wilson trat in Schießwettbewerben in der Disziplin Doppeltrap an. 2010 wurde er in Kasan Vizeeuropameister, nachdem er bereits 2006 in Maribor den Titel bei den Junioren gewonnen hatte. Im Jahr darauf setzte er sich aufgrund guter Weltcup-Ergebnisse an die Spitze der Weltrangliste. 2012 stellte er mit 198 Punkten beim Weltcup in Arizona einen neuen Weltrekord auf und nahm an den Olympischen Spielen 2012 in London teil. Dort schloss er die Konkurrenz im Doppeltrap mit 188 Punkten vor Håkan Dahlby und Wassili Mossin auf Rang eins ab und wurde damit Olympiasieger.
Anfang 2013 wurde er für diesen Erfolg zum Member des Order of the British Empire ernannt. Am 31. Oktober 2014 gab Wilson seinen Rücktritt bekannt.